# Cheilotrichia paratytthos
Cheilotrichia paratytthos är en tvåvingeart som beskrevs av Alexander 1957. Cheilotrichia paratytthos ingår i släktet Cheilotrichia och familjen småharkrankar. Inga underarter finns listade i Catalogue of Life.